# Lège
Lège (em occitano:  Leja) é uma comuna francesa na região administrativa da Occitânia, no departamento do Alto Garona. Estende-se por uma área de 2.72 km², com 40 habitantes, segundo o censo de 2018, com uma densidade de 15 hab/km².